# Дмитриева, Елизавета Ивановна
Елизаве́та Ива́новна Дми́триева (в замужестве Васи́льева; 31 марта (12 апреля) 1887, Санкт-Петербург — 5 декабря 1928, Ташкент) — русская поэтесса, драматург, более известная под литературным псевдонимом-мистификацией Черуби́на де Габриа́к.

## Биография
Родилась в небогатой дворянской семье. Отец — учитель чистописания Иван Васильевич Дмитриев (ок. 1857—1901), рано умер от чахотки. У Елизаветы был старший брат — Валериан (1880—1965), морской офицер, участник Русско-японской войны, обороны Порт-Артура, Георгиевский кавалер и сестра Антонина (около 1883—1908) — учительница, умерла от заражения крови при родах. С семи до шестнадцати лет Елизавета страдала тем же недугом, что и отец, была прикована к постели, на всю жизнь осталась хромой. В 1904 году с золотой медалью окончила Василеостровскую гимназию, в 1908 году — Императорский женский педагогический институт по двум специальностям: средневековая история и французская средневековая литература. Одновременно слушала лекции в Петербургском университете по испанской литературе и старофранцузскому языку, после чего непродолжительное время училась в Сорбонне, где познакомилась с Н. С. Гумилёвым. Между ними был краткий роман.

### Первые публикации
По возвращении в Петербург преподавала русскую словесность в Петровской женской гимназии, печатала в теософских журналах переводы из испанской поэзии (Святая Тереса и др.), посещала вечера на «башне» Вячеслава Иванова, где завязалась её близкая дружба с М. Волошиным.

### «Черубина де Габриак»
Лето 1909 года Дмитриева провела в Коктебеле, на даче у Волошина, где родилась совместная идея литературной мистификации. Автором идеи была сама Дмитриева, её горячо поддержал Волошин, придумавший ей звучный псевдоним и литературную маску таинственной красавицы-католички.
«Черубина де Габриак» — ревностная католичка, родившаяся в 1877 году и получившая строгое воспитание в монастыре. За каждым ее шагом день и ночь следят строгий отец и ее исповедник, монах-иезуит, поэтому она не может общаться напрямую, а только через переписку. Постоянно намекала на то, что, скорее всего, уйдёт в монахини и замолчит. В дальнейшем образ пополнился колоритными деталями: Черубина — графиня, отец её — испанец, мать русская. 1 сентября 1909 года издателю журнала «Аполлон» Сергею Маковскому были присланы стихи, подписанные псевдонимом «Черубина де Габриак».
Она отправила ему несколько писем со своими стихами. Написаны они были изящным почерком на бумаге, пропитанной духами. Листки были проложены бутонами засушенных цветов. Обратного адреса поэтесса не оставила.
В дальнейшем она несколько раз звонила Маковскому по телефону. Издатель поверил в легенду и опубликовал стихи во втором номере журнала за 1909 год (цикл из 25 стихотворений), вместе со статьёй М. А. Волошина «Гороскоп Черубины де Габриак»:
Это подкидыш в русской поэзии. Ивовая корзина была неизвестно кем оставлена в портике Аполлона. Младенец запеленут в белье из тонкого батиста с вышитыми гладью гербами, на которых толеданский девиз «Sin miedo». У его изголовья положена веточка вереска, посвященного Сатурну, и пучок «capillaries», называемых «Венерины слезки». Прилагалась записка на французском языке: «Cherubine de Gabriack. Nee. 1877. Catholique» (Черубина де Габриак. Родилась в 1877 году, Католического вероисповедания).
Стихи вызвали интерес. Волошин посвятил Е. Дмитриевой венок сонетов «Corona Astralis». В номере 10 за 1910 год опубликован второй цикл Черубины — 13 стихотворений.

### Вопрос об авторстве
Существует мнение, что стихи Черубины для Дмитриевой писал Волошин. Сам он это отрицал, отводя себе только роль критика: «но писала только Лиля». Марина Цветаева также полагала, что стихи писала сама Дмитриева.

#### Разоблачение
Разоблачение Черубины состоялось в конце 1909 года: правду узнал М. Кузмин, выведавший номер телефона Дмитриевой.
Маковский долго не мог поверить, что его разыграли. Но всё же 11 ноября 1909 года сделал звонок по телефону, на который ответил тот самый голос «католички». Они условились о встрече, которая состоялась 16 ноября и крайне разочаровала Маковского. Он описал её так:
Дверь медленно, как мне показалось, очень медленно растворилась, и в комнату вошла, сильно прихрамывая, невысокая, довольно полная темноволосая женщина с крупной головой, вздутым чрезмерно лбом и каким-то поистине страшным ртом, из которого высовывались клыкообразные зубы. Она была на редкость некрасива. Или это представилось мне так, по сравнению с тем образом красоты, что я выносил за эти месяцы? Стало почти страшно. Сон чудесный канул вдруг в вечность, вступала в свои права неумолимая, чудовищная, стыдная действительность. И сделалось до слёз противно и вместе с тем жаль было до слёз её, Черубину…
В конце 1910 года в «Аполлоне» появилась ещё одна подборка стихов Черубины, с заключительным стихотворением «Встреча», подписанным подлинным именем поэтессы.
После разоблачения культ Черубины исчез. Скандал, разразившийся вокруг её имени, заглушил впечатление от её стихов. Критика, посыпавшаяся со всех сторон, ранила Дмитриеву.
После разрыва с Гумилёвым и Волошиным и скандальной дуэли между двумя поэтами, состоявшейся 2 ноября 1909 года, Дмитриева надолго замолчала.

### Антропософия
В 1911 году она вышла замуж за инженера-мелиоратора Всеволода Николаевича Васильева и приняла его фамилию. После замужества уехала с ним в Туркестан, много путешествовала, в том числе по Германии, Швейцарии, Финляндии, Грузии, — в основном по делам «Антропософского общества». Антропософия стала главным её занятием на все последующие годы и, видимо, источником нового вдохновения. С 1915 года вернулась к поэзии: в новых стихотворениях понемногу исчезло её прежнее «эмалевое гладкостилье», а на смену пришло обострённое чувство ритма, оригинальные образы, ощущение некоей таинственной, но несомненной духовной основы новых образов и интонаций. Многие стихотворения — религиозные, но уже не католические стилизации, а искренние стихи, отражающие поиск пути для собственной души поэта, стремящейся к покаянию и очищению.

### Театр
В 1921 году поэтессу вместе с мужем арестовали и выслали из Петрограда («потому что мы дворяне», как писала она одному из своих корреспондентов тех лет). Она оказалась в Екатеринодаре, где руководила объединением молодых поэтов и познакомилась с С. Маршаком. Совместно с ним она работала над детскими пьесами (сборник пьес был переиздан четырежды).

Спустя десятилетия С. Маршак вспоминал: 
…в коллективе театра были такие работники, как Дмитрий Орлов (впоследствии народный артист РСФСР, актёр Театра Мейерхольда, а потом МХАТа), как старейший советский композитор В. А. Золотарев и другие. Пьесы для театра писали по преимуществу двое — я и поэтесса Е. И. Васильева-Дмитриева. Это и было началом моей поэзии для детей…

### Переводы
В июне 1922 года вернулась в Петроград, работала в литературной части Петроградского театра юного зрителя, занималась переводами с испанского и старофранцузского. Главная её переводческая работа — выполненная в 1923 году и посмертно опубликованная в 1934 году А. А. Смирновым старофранцузская повесть в стихах «Мул без узды» Пайена из Мезьера.
В 1923 году, оставив работу в ТЮЗе, она окончила библиотечные курсы и служила в Библиотеке Академии наук.

### Ссылка в Ташкент, «Исповедь» и «стихи Ли Сян Цзы»
Осенью 1926 года Дмитриева написала «Исповедь» — книгу, описывающую историю Черубины.
В том же году начались репрессии по отношению к русским антропософам.
В 1927 году в доме Дмитриевой был проведён обыск, во время которого были изъяты все её книги и архив, а саму поэтессу выслали в Ташкент на три года.
С 1927 года жила в Ташкенте. Продолжила писать стихи, постоянными темами которых стали мистические переживания, одиночество, любовь, обречённость, тоска по родному Петербургу.
В 1927 году по предложению близкого друга последних лет, китаиста и переводчика Ю. Щуцкого, она создала ещё одну литературную мистификацию — цикл семистиший «Домик под грушевым деревом», написанных от имени «философа Ли Сян Цзы», сосланного на чужбину «за веру в бессмертие человеческого духа».
Скончалась от рака печени в ташкентской больнице им. Полторацкого, не дожив до конца ссылки. Была похоронена на Боткинском кладбище в Ташкенте; могила утеряна.